# Charles Spencer, 3.º Duque de Marlborough
Charles Spencer, 3.° Duque de Marlborough (22 de novembro de 1706 — 20 de outubro de 1758) foi um nobre e político britânico.
Ele era o segundo filho de Charles Spencer, 3.º Conde de Sunderland e de Lady Anne Churchill, a segunda filha de John Churchill, 1.º Duque de Marlborough e de sua esposa, Sarah Jennings.
Charles herdou o título de Sunderland de seu irmão mais velho em 1729, tornando-se o quinto Conde de Sunderland. Em 1733, herdou o título de Marlborough de sua tia, Henrietta Godolphin, 2.ª Duquesa de Marlborough, tornando-se o terceiro Duque de Marlborough.
Ele liderou uma força expedicionária na Europa Continental na parte que seria o lugar da Guerra dos Sete Anos, mas morreu em 1758, deixando o comando a John Manners, Marquês de Granby. Em 1741, Charles Spencer foi honrado como cavaleiro da Ordem da Jarreteira.

## Família
Ele casou-se com Elizabeth Trevor, filha de Thomas Trevor, 2.° Barão Trevor. Eles tiveram cinco filhos:
- Lady Diana Spencer (1734-1808). Casou-se primeiramente com Frederick St John, 2.º Visconde Bolingbroke e, depois, com Topham Beauclerk.
- Elizabeth Herbert, Condessa de Pembroke e Montgomery (29 de dezembro de 1737 - 30 de abril de 1831). Casou-se com Henry Herbert, 10.º Conde de Pembroke.
- George Spencer, 4.º Duque de Marlborough (26 de janeiro de 1739 - 29 de janeiro de 1817).
- Lord Charles Spencer (31 de março de 1740 - 16 de junho de 1820), casado com Maria Beauclerk com descendência.
- Lord Robert Spencer (3 de maio de 1747 - 23 de junho de 1831).